# Fàbrica Ferrer i Mora
La Fàbrica Ferrer i Mora (1855-1962), anomenada també Edifici el Molí o senzillament El Molí, va ser una fàbrica de Molins de Rei, de El Baix Llobregat, que es dedicava a la indústria tèxtil de cotó. L'edifici està inclòs en l'Inventari del Patrimoni Arquitectònic de Catalunya i actualment reconvertida en la Biblioteca el Molí pública i municipal.

## Origen
Els estudiosos remunten l'origen de la Fàbrica el Molí a una anterior empresa manufacturera del terme municipal de El Papiol. En concret una fàbrica de filats de cotó denominada "Fàbrica Nova" arrendada a Ignasi Herp i Rallat el 1832. Aquesta va ser pionera de la indústria cotonera a la comarca per la seva organització i aplicació de tecnologia filadora intensiva. Per sufragar noves inversions va vendre maquinària més avançada de l'època com mule-jennies de més de 200 i 300 fusos a part de màquines de filar, cardar i preparar el cotó i telers mecànics de Debergué construïts a París a Antoni Ferrer. Començava així la societat Ferrer, Riba i Valls que va operar entre agost de 1841 i maig 1854. El 1855 van traslladar la fàbrica nova a Molins de Rei arrel de la compra com establiment perpetu del molí fariner per augmentar la superfície fabril i aprofitar les aigües del reg vell.

## Edifici

### Construcció
Les obres de construcció, que es van portar a terme entre maig de 1855 i novembre de 1857, seguien el disseny de l'arquitecte Josep Oriol i Bernadet amb l'ajut de l'agrimensor i urbanista Marc Guimerà Rios-Campos. La construcció d'aquest edifici industrial representà el salt cap a l'era de la industrialització en una població molinenca que fins aleshores havia estat essencialment agrària.
L'elecció de la seva ubicació no va ser casual. Situar-la al costat del Riu Llobregat responia a la necessitat d'abastir-se de la font d'energia hidràulica que emprava per funcionar les màquines. Era una zona amb una llarga tradició en molins fariners. Més endavant, a redós de les innovacions, l'aigua com a font d'energia seria substituïda successivament pel vapor, el gas i l'electricitat.
Amb el trasllat de la fàbrica de Papiol a Molins de Rei s'incloïa també la nova gestió d'una resclosa i dels censos de l'edificació i dret d'ús d'aigües. Tres socis constituïen el lideratge de l'empresa; Antoni Ferrer, Francesc Riba i Rafael Valls, encara que Antoni Ferrer seria el soci majoritari de la companyia que anomenarien Ferrer i Companyia, a més de ser el director, gestor de planificació de la nova fàbrica i encarregat de posar-la en marxa.

### Estil arquitectònic
L'edifici estava inspirat en els models de les fàbriques de manufactures tèxtils de Manchester, Anglaterra. Això implicava un exterior amb amplis finestrals que aprofitessin al màxim la llum diürna per a uns llargs torns laborals i una distribució interior d'espais i connectors de sales pensant en els diferents processos i la cadena de manufactura tèxtil del cotó; des de l'arribada en flocs del cotó fins a la seva conversió en fil i transport.
La fàbrica constava d'una nau principal de tres pisos i golfes, i incorporà dins el complex fabril l'antic molí fariner. De l'estructura interior cal destacar les columnes de ferro colat sobre les quals descansa l'embigat de fusta de melis, un material que actualment conserven pocs edificis industrials de l'època a Catalunya. També cal destacar la turbina de grans dimensions que es va trobar durant la remodelació de l'edifici.